# Capanna Gorda
Die Capanna Gorda ist eine Berghütte in der Gotthard-Gruppe auf 1800 m ü. M. und steht auf dem Gebiet von Aquila, welches zur Gemeinde von Blenio im Schweizer Kanton Tessin gehört.

## Lage
Die Hütte liegt am Rand des Maiensäss Gòrda di Sopra oberhalb des Bleniotals. Südlich schliesst sich das Naturschutzgebiet Gorda di Sopra an.

Nach der SOIUSA-Einteilung gehört das Gebiet zu den Lepontinischen Alpen.

## Beschreibung
Die heutige Hütte wurde im Jahr 2000 eingeweiht (früher gab es nur eine spartanische Holzhütte von 1965). Sie besteht aus zwei Stockwerken, einem Esszimmer mit 35 Sitzplätzen, einer Küche mit Holz- oder Gas-Befeuerung, verfügt über eine Holzheizung mit Sonnenkollektoren, Beleuchtung durch Solarzellen, Strom-Erzeugung durch Windenergie und Schlafplätze mit Wolldecken.

## Zugangswege
Folgende Wege im Schwierigkeitsgrad T1 und von:
- Fontanéit (1590 m ü. M., mit dem Auto erreichbar) in 40 Minuten
- Aquila (740 m ü. M., mit öffentlichen Verkehrsmitteln erreichbar) in 3½ Stunden
- Ponto Valentino (715 m ü. M., mit öffentlichen Verkehrsmitteln erreichbar) in 3½ Stunden
- Camperio (1221 m ü. M., mit öffentlichen Verkehrsmitteln erreichbar) in 2 Stunden

## Gipfel
- Punta di Larescia (2194 m ü. M.) in 1½ Stunden, Schwierigkeitsgrad T3

## Nachbarhütten
- Capanna Piandios 45 Minuten
- Capanna Dötra 2½ Stunden
- Rifugio Gana Rossa 3 Stunden
- Capanna Prodör 4 Stunden
- Capanna Pian d’Alpe 5 Stunden

## Belege
1. 1 2 3  Beschreibung bei Gipfelbuch.ch
2. ↑  SwissTopo (Schweizer Landeskarte)
3. ↑  Liste der Schutzgebiete im Kanton Tessin (CDDA-Kode 398680)